# Futbol'ny Klub Šachcër Salihorsk 2020
Questa voce raccoglie le informazioni riguardanti il Futbol'ny Klub Šachcër Salihorsk nelle competizioni ufficiali della stagione 2020.

## Rosa
| N. |                        | Ruolo | Calciatore           |
| -- | ---------------------- | ----- | -------------------- |
| 4  | Bielorussia (bandiera) | D     | Ruslan Chadarkevič   |
| 5  | Serbia (bandiera)      | D     | Nikola Antić         |
| 6  | Bielorussia (bandiera) | D     | Ihar Burko           |
| 7  | Uzbekistan (bandiera)  | C     | Jasurbek Yaxshiboyev |
| 8  | Bielorussia (bandiera) | C     | Aljaksandar Sjaljava |
| 10 | Austria (bandiera)     | A     | Darko Bodul          |
| 11 | Georgia (bandiera)     | C     | Giorgi Diasamidze    |
| 13 | Bielorussia (bandiera) | D     | Ilja Lukaševič       |
| 14 | Bielorussia (bandiera) | C     | Arcëm Salavej        |
| 15 | Bielorussia (bandiera) | D     | Sjarhej Palicevič    |
| 16 | Bielorussia (bandiera) | C     | Sjarhej Balanovič    |
| 17 | Bielorussia (bandiera) | D     | Viktar Sotnikaŭ      |
| 19 | Bielorussia (bandiera) | A     | Dzmitryj Padstrėlaŭ  |
| 20 | Bielorussia (bandiera) | D     | Aljaksandr Sačyŭka   |
| 21 | Georgia (bandiera)     | C     | Lasha Shindagoridze  |
| 25 | Serbia (bandiera)      | D     | Zarija Lambulić      |

| N. |                        | Ruolo | Calciatore        |
| -- | ---------------------- | ----- | ----------------- |
| 27 | Slovacchia (bandiera)  | C     | Július Szöke      |
| 28 | Serbia (bandiera)      | A     | Igor Ivanović     |
| 30 | Bielorussia (bandiera) | P     | Aljaksandr Hutar  |
| 33 | Croazia (bandiera)     | C     | Tin Vukmanić      |
| 35 | Bielorussia (bandiera) | P     | Pavel Časnoŭski   |
| 38 | Bielorussia (bandiera) | C     | Makar Lickevič    |
| 39 | Bielorussia (bandiera) | P     | Igor Malasčinskij |
| 67 | Bielorussia (bandiera) | D     | Raman Behunoŭ     |
| 68 | Russia (bandiera)      | A     | Artёm Archipov    |
| 71 | Bielorussia (bandiera) | C     | Anton Kavaljoŭ    |
| 77 | Bielorussia (bandiera) | C     | Juryj Kendyš      |
| 80 | Bielorussia (bandiera) | A     | Ilja Černjak      |
| 88 | Bielorussia (bandiera) | A     | Vital' Lisakovič  |
| 91 | Bielorussia (bandiera) | P     | Maksim Belov      |
| 99 | Bielorussia (bandiera) | A     | Aleksandr Bulyčev |